# قیمت نفت خام اندونزی
قیمت نفت خام اندونزی (انگلیسی: Indonesian Crude Price) به اختصار ICP، شاخص قیمت نفت خام در کشور اندونزی است.
قیمت نفت خام اندونزی توسط کمپانی پرتامینا تعیین می‌شود، که به‌طور متوسط بر اساس قیمت پنج شاخص نفت خام بین‌المللی مشخص می‌شود:
- میناس (اندونزی)
- تاپیس (مالزی)
- گیپسلند (استرالیا)
- دبی (امارات متحده عربی)
- عمان (عمان)[۴][۵][۶][۷][۸][۹][۱۰][۱۱][۱۲]

در برخی موارد، قیمت نفت خام اندونزی؛ به عنوان شاخص در قراردادهای بلند مدت ال ان جی، در شرق آسیا مورد استفاده قرار می‌گیرد.